# Centre Sociosanitari Sant Jordi de la Vall d'Hebron
El Centre Sociosanitari Sant Jordi de la Vall d'Hebron, anomenat inicialment Llar Sant Jordi i posteriorment Hospital de la Caixa Catalunya, és una residència assistida per a gent gran, situada al barri de Montbau de Barcelona.

## Història

### Llar Sant Jordi
La Caja de Ahorros Provincial de la Diputación de Barcelona, que més tard passaria a ser la Caixa de Catalunya, va comprar el 1955 un terreny de 18.500 m² a la Vall d'Hebron, situat a l'antiga carretera de Cornellà a Fogars de Tordera (actual passeig de la Vall d'Hebron), entre els torrents de Montbau i d’en Pomaret, i entre la Residència Sanitària, construïda el 1947, i les Llars Mundet, començades a construir el juliol de 1955. El 1956 van decidir construir-hi un edifici per acollir a matrimonis d'ancians amb pocs recursos econòmics, encarregant el projecte a l'arquitecte de la Caixa Provincial, Joaquim Iglesias i Abadal. L'edifici es va inaugurar el 7 de juny de 1958. Ocupava 3.800 m² i es componia de soterrani, planta i pis. Tenia 75 habitacions, a manera d'apartaments, amb balcons que donaven al jardí, dissenyat per Ferrer i Batlle. Les condicions per entrar-hi eren tenir més de 65 anys, ser matrimoni que vivien sols, tenir autonomia personal i fer més de 30 anys que vivien a Barcelona. Eren atesos per les germanes Josefines de la Caritat, hi havia menjador comú i tenien assistència mèdica.
Als anys 1960, cada 14 de febrer, dia de Sant Valentí, Ràdio Barcelona organitzava a la Llar la festa de l'Amor Etern, on s'homenatjava a la parella de residents de més edat, amb un pastís de 20 kg, i regals per a tots els residents i convidats. La festa seguia amb recital de poesia i actuacions d'actors, dramaturgs i cantants populars.
Adossada a l'edifici hi havia la capella de la Sagrada Família, de 140 m², amb un porxo i un petit campanar, decorada pel pintor Llucià Navarro i Rodón. Quan es va construir el polígon de Montbau al seu voltant, la capella va fer les funcions de parròquia provisional del barri, durant més de sis anys, fins que es construí la parròquia de Sant Jeroni de Montbau.

### Hospital de la Caixa Catalunya
Als anys 1990 la comunitat de germanes Josefines va anar minvant. El 2006 la Caixa de Catalunya va signar un conveni amb el Consorci de Salut i Social de Catalunya per convertir la Llar Sant Jordi en un Hospital dedicat a l'atenció de persones amb trastorns neurodegeneratius. L'octubre del 2006 es va enderrocar l'edifici, inclosa la capella, i es construí al mateix lloc l'Hospital Sociosanitari Caixa Catalunya de la Vall d'Hebron, que va ser inaugurat per la reina Sofia, el 24 de febrer de 2009. El nou edifici disposa de 245 places per a malalts crònics, residència assistida i centre de dia, totes subvencionades per la Generalitat de Catalunya. Les parelles i els vidus que encara residien al vell edifici hi van romandre en habitacions dobles i individuals de la nova edificació.
L'edifici actual disposa de 9.000 m², distribuïts en 3 plantes, rodejat d'un jardí de 12.000 m². Està gestionat per una entitat privada.